# Bientina
Bientina település Olaszországban, Toszkána régióban, Pisa megyében. Lakosainak száma 8602 fő (2023. január 1.). Bientina Altopascio, Buti, Capannori, Castelfranco di Sotto, Santa Maria a Monte, Vicopisano és Calcinaia községekkel határos.

## Népesség
A település népessége az elmúlt években az alábbi módon változott:
| Lakosok száma | 8251 | 8377 | 8602 |
|               | 2017 | 2018 | 2023 |